# Schistura spiesi
Schistura spiesi är en fiskart som beskrevs av Chavalit Vidthayanon och Maurice Kottelat 2003. Schistura spiesi ingår i släktet Schistura och familjen grönlingsfiskar. IUCN kategoriserar arten globalt som sårbar. Inga underarter finns listade i Catalogue of Life.